# Spessartina
La spessartina (simbolo IMA: Sps), nota anche come granato di allumina di manganese, è un minerale comune del supergruppo del granato, oltre che del gruppo del granato, all'interno della classe dei minerali "silicati e germanati" con la composizione del terminale Mn3Al2[SiO4]3, è quindi chimicamente parlando è un silicato di manganese-alluminio, che appartiene strutturalmente ai nesosilicati.
La spessartina è l'analogo del manganese dell'almandino (Fe3Al2[SiO4]3) e del piropo (Mg3Al2[SiO4]3) e forma una serie di cristalli misti, la cosiddetta "serie della piralspite". Poiché la spessartina è anche associata agli altri minerali granati, l'andradite (Ca3Fe3+2[SiO4]3), la calderite (Mn3Fe3+2[SiO4]3) e grossularia (Ca3Al2[SiO4]3) La spessartina mostra un corrispondente ampio spettro di composizione con proporzioni più o meno grandi di ferro, magnesio e calcio a seconda delle condizioni di formazione.

## Etimologia e storia
Il minerale fu scoperto da Dmitrij Alekseevič Golitsyn. Inviò un campione a Martin Heinrich Klaproth, che pubblicò la sua analisi chimica del minerale di arenaria a forma di granato insieme a una descrizione del capo delle miniere Dietrich Ludwig Gustav Karsten nel 1797. Il minerale fu chiamato spessartina nel 1832 da François Sulpice Beudant in onore dello Spessart, poiché questa bassa catena montuosa era uno dei siti storicamente più importanti per la spessartina così come lo Stengert vicino ad Aschaffenburg.
La cava di Sommer sul Wendelberg vicino a Haibach, nel distretto di Aschaffenburg, nella Bassa Franconia, è considerata una località tipo. La cava, che non è più utilizzata dal 1985, e l'area circostante sono protette come monumento naturale per motivi botanici. Di conseguenza, la raccolta del minerale lì è consentita solo con un permesso speciale per escursioni, ricerche e scopi didattici.
Georg Menzer chiarì la struttura cristallina nel 1929.

## Classificazione
La classificazione strutturale dell'Associazione Mineralogica Internazionale (IMA) classifica la spessartina come un membro del supergruppo del granato, dove è classificata insieme ad almandino, andradite, calderite, eringaite, goldmanite, grossularia, knorringite, morimotoite, majorite, menzerite-(Y), momoiite, rubinite, piropo e uvarovite. Forma il gruppo granato con 12 cariche positive sulla posizione reticolare coordinata tetraedrica.
Nell'ormai obsoleta, ma ancora in uso, 8ª edizione della sistematica minerale secondo Strunz, la spessartina apparteneva alla divisione dei "nesosilicati", dove veniva elencata insieme ad almandino, andradite, calderite, goldmanite, grossularia, henritermierite, hibschite, holtstamite, hydrougrandite, katoite, kimzeyite, knorringite, majorite, morimotoite, piropo, schorlomite, uvarovite, wadalite e yamatoite (non più considerato un minerale dall'IMA poiché identico a momoiite), con le quali forma il "gruppo del granato" con il sistema nº VIII/A.08.
La 9ª edizione della sistematica minerale di Strunz, valida dal 2001 e utilizzata dall'Associazione Mineralogica Internazionale, classifica la spessartina nella classe "9. Silicati (germanati)" e da lì nella sottoclasse "9.A Nesosilicati"; questa è ulteriormente suddivisa in base all'eventuale presenza di ulteriori anioni e alla coordinazione dei cationi coinvolti, in modo che il minerale venga classificato in base alla sua composizione nella suddivisione "9.AD Nesosilicati senza anioni aggiuntivi; cationi in coordinazione [6] e/o maggiore", dove insieme a bitikleite, dzhuluite, usturite, elbrusite, eltyubyuite, eringaite, goldmanite, grossularia, holtstamite, irinarassite, katoite, kimzeyite, knorringite, majorite, menzerite-(Y), momoiite, morimotoite, uvarovite, wadalite, almandino, andradite, calderite, piropo, schorlomite, toturite, hibschite e henritermierite forma il sistema nº 9.AD.25.
Anche la classificazione dei minerali secondo Dana, che viene utilizzata principalmente nel mondo anglosassone, classifica la spessartina nella categoria dei "minerali silicati insulari". Qui si trova insieme a piropo, almandino, knorringite, majorite e calderite nel "Gruppo del Granato (Serie Pyralspit)" con il sistema n. 51.04.03a all'interno della suddivisione "Silicati insulari: gruppi SiO4 solo con cationi in coordinazione [6] e >[6]".

## Chimica
La spessartina con composizione del terminale [X]Mn2+3 [Y]Al3+ [Z]Si3O12 è l'analogo del manganese del piropo ([X]Mg2+3 [Y]Al [Z]Si3O12) e si trova solitamente in natura come cristallo misto principalmente con almandino. C'è anche una miscibilità illimitata con gli altri granati di alluminio, almeno a temperature geologicamente rilevanti, secondo le seguenti reazioni di scambio:
- {\displaystyle {\ce {^{[X]}Mn^{2+}= \, ^{[X]}Mg^{2+}}}} (piropo)
- {\displaystyle {\ce {^{[X]}Mn^{2+}= \, ^{[X]}Fe^{2+}}}} (almandino)
- {\displaystyle {\ce {^{[X]}Mn^{2+}= \, ^{[X]}Ca^{2+}}}} (grossularia)

Nella posizione {\displaystyle {\ce {Y}}} coordinata ottaedrica, Al3+ può essere sostituito da Fe3+, secondo la reazione di scambio:
- {\displaystyle {\ce {^{[Y]}Al^{3+}= \, ^{[Y]}Fe^{3+}}}} (andradite/calderite)

Nelle rocce ad alta pressione delle Alpi occidentali, i granati ricchi di calderite e quelli ricchi di spessartina si trovano fianco a fianco, indicando un gap di miscelazione al 40-65% mol% di calderite.
La spessartina può contenere quantità significative di fluoro (F-) e idrogeno (come OH-). Il bilanciamento della carica avviene a causa di lacune nella posizione del silicio in base alle reazioni di scambio:
- {\displaystyle \mathrm {^{[Z]}Si^{4+}+O_{4}^{2-}=^{[Z]}\Box +F_{4}^{-}} }
- {\displaystyle \mathrm {^{[Z]}Si^{4+}+O_{4}^{2-}=\,^{[Z]}\Box +(OH)_{4}^{-}} }

Durante il metamorfismo delle peliti si formano inizialmente almandini ricchi di spessartina e grossularia, che costituiscono il nucleo dei granati zonati. All'aumentare della temperatura e della pressione i granati diventano più ricchi di almandino e piropo. I bordi ricchi di spessartina, invece, indicano la crescita del granato durante il metamorfismo discendente e le basse temperature. La correlazione dei contenuti di ferro, manganese e magnesio consente di trarre conclusioni sulla reazione attraverso la quale si è formato il granato durante il metamorfismo.

## Abito cristallino
La spessartina cristallizza nel sistema cubico nel gruppo spaziale Ia3d (gruppo nº 230) oltre a 8 unità di formula per cella unitaria. Ci sono numerose determinazioni per la lunghezza del bordo della cella unitaria cubica sia di cristalli misti naturali che di spessartina sintetiche. Per l'elemento terminale spessartina puro, il parametro reticolare è dato come a = 11,621 Å oppure a = 11,6155 Å.
La struttura è quella del granato. Il manganese (Mn2+) occupa le posizioni {\displaystyle {\ce {X}}}, che sono dodecaedriche circondate da 8 ioni ossigeno, l'alluminio (Al3+) ottaedrico circondato da 6 ioni ossigeno e la posizione {\displaystyle {\ce {Z}}}, che è tetraedrica, circondata da 4 ioni ossigeno, è occupata esclusivamente dal silicio (Si4+).
Come con molti granati di alluminio naturale, la birifrangenza è stata osservata nella spessartina fluorurata proveniente dal deposito di molibdenite di Henderson nella contea di Clear Creek, in Colorado. La causa di questa anisotropia ottica non è stata ancora definitivamente chiarita. Non è stato possibile trovare prove affidabili di una riduzione della simmetria e dell'ordine dei cationi. La causa della birifrangenza rimane lo stress reticolare (birifrangenza da stress), anche se una distribuzione parzialmente ordinata di cationi o anioni (O, OH, F) non può essere definitivamente esclusa. D'altra parte, è stata osservata una simmetria tetragonale con una distribuzione ordinata delle posizioni vacanti sulle posizioni tetraedriche nella spessartina ricca di (OH,F) proveniente dalla miniera di Wushan Spessartin a Yunxiao, nella provincia del Fujian, in Cina.

## Varietà, modificazioni e minerali con nomi simili
- Il granato mandarino o spessartina del Kunene è una varietà di spessartina di colore arancione brillante proveniente dal Marienfluss, un affluente del fiume Kunene in Namibia.[28]
- L'umbalite è un cristallo misto di spessartina arancione con parti di almandino, grossularia e piropo, che prende il nome dalla valle dell'Umba in Tanzania. Occasionalmente, ulteriori miscele estranee di vanadio e cromo possono causare un cambiamento di colore dal blu-verde al viola noto come effetto alessandrite.[28]
- La spandite è un nome storico, non più usato, per un cristallo misto spessartina-andradite. Il nome fu proposto da Lewis Leigh Fermor (1880-1954) nel 1909, ma non prese piede.[28]
- La spessartite (da H. Rosenbusch, 1896), invece, non è un sinonimo di spessartina, come a volte viene erroneamente interpretato, ma una ganga ignea della serie della kersantite-spessartina di colore dal grigio scuro al nero, appartenente ai lamprofiri.[29]

## Origine e giacitura

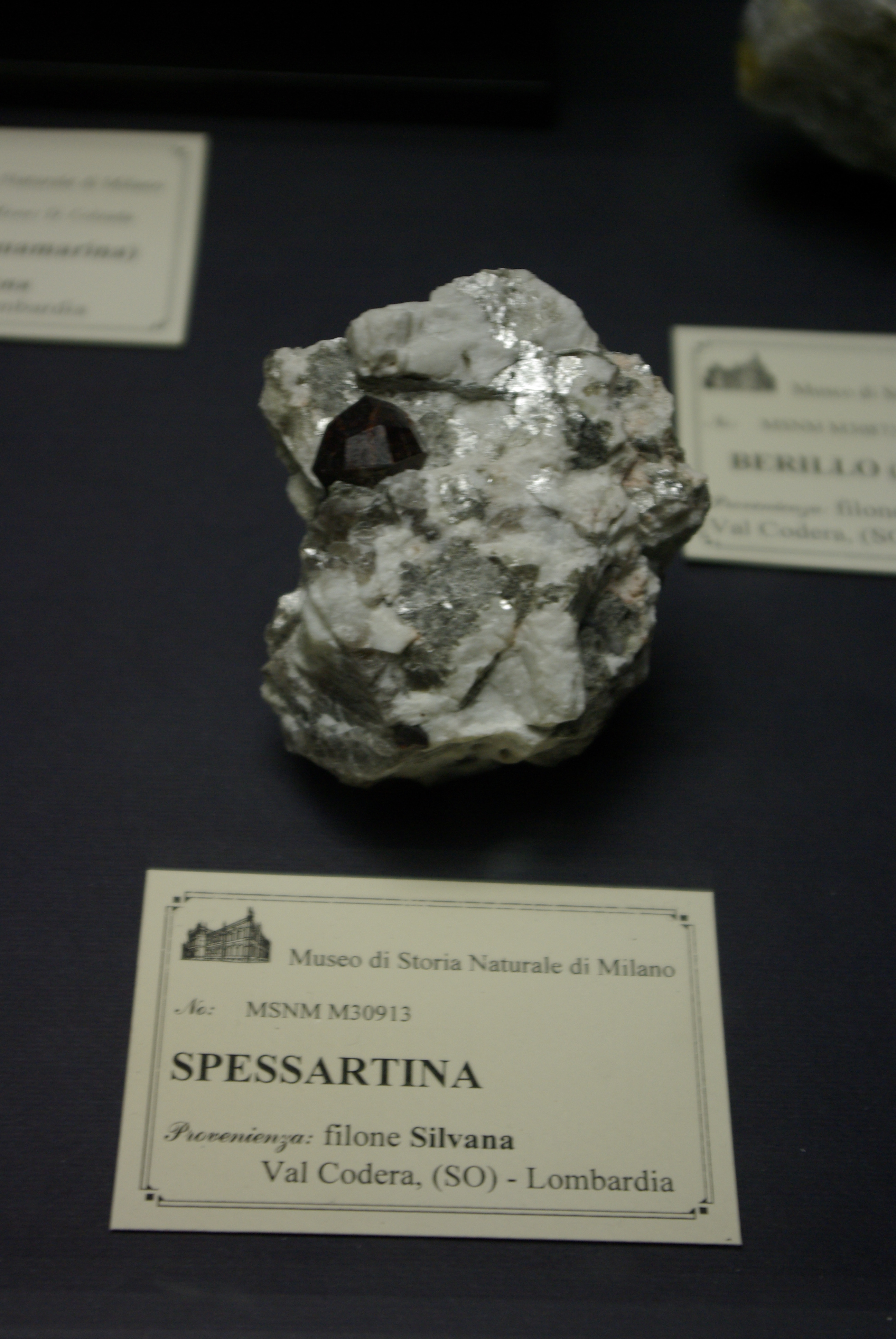
Pegmatite con cristallo di spessartina della Val Codera

La spessartina si forma come componente minore nei graniti ricchi di manganese e nelle pegmatiti di granito. Tuttavia, può anche essere formato da metamorfismo regionale in sedimenti ricchi di manganese, come negli "scisti affilati" delle Ardenne. I minerali associati includono albite e altri feldspati alcalini, alleghanyite, apatite, berillo, bixbyite-(Mn), galaxite, muscovite, pseudobrookite, piroxmangite, quarzo, rodonite, tephroite, topazio e tormalina.
Come formazione minerale comune, la spessartina può essere trovata in molti siti, circa 1000 noti. Oltre alla sua località tipo Wendelberg, il minerale è stato trovato in Germania in molti altri luoghi della Foresta bavarese (Arnbruck, Zwiesel), nella cava di Klemmbach vicino a Schweighof/Badenweiler nel Baden-Württemberg, vicino a Bad Harzburg in Bassa Sassonia, in diverse località dell'Eifel in Renania-Palatinato e nelle montagne dell'Harz tra Sassonia-Anhalt e Turingia, così come vicino a Schneeberg, Königshain e Döbschütz in Sassonia.
In Italia il minerale è stato rinvenuto in molti siti sparsi in diverse regioni, solo per citarne alcuni: Fénis e Nus (Val d'Aosta); Mormanno (Calabria); Cevo, Chiesa in Valmalenco e Novate Mezzola (Lombardia); Bellino, Ceres, Pragelato e Valprato Soana (Piemonte); La Maddalena e Arburese (Sardegna); Stazzema e Fivizzano (Toscana).
In Austria, la spessartina è stata finora trovata principalmente in Carinzia e Stiria (Friesach-Hüttenberg, Koralpe), ma anche nel Waldviertel della Bassa Austria, negli Alti Tauri a Salisburgo e nel Tirolo orientale.
In Svizzera, il minerale è stato finora trovato solo in poche località dei Cantoni Grigioni e Vallese.
Altre località sono sparse in tutto il mondo.
La spessartina è stata trovata anche in campioni di roccia provenienti dalla Luna.

## Utilizzi
Come la maggior parte delle altre varietà di granato che vale la pena tagliare, la spessartina viene utilizzata principalmente come pietra preziosa. A seconda del suo colore, può essere confuso con andalusite, crisoberillo, opale di fuoco, essonite, titanite o topazio.
Sempre a causa della varietà di colori e dell'estesa formazione di cristalli misti dei granati, il commercio delle pietre preziose ha iniziato ad assegnare i granati non in base alla loro composizione chimica, che è spesso difficile da determinare, ma in base alle rispettive sfumature di colore, che di conseguenza servono solo come designazioni di colore. la spessartina o in alternativa la grossularia sono i granati dal giallo all'arancio.

## Forma in cui si presenta in natura
Il minerale è da trasparente a traslucido e sviluppa tipicamente dodecaedri rombici o, più comunemente, icositetraedri trapezoidali, così come combinazioni di queste forme cristalline che appaiono quasi sferiche e possono raggiungere fino a 10 centimetri di diametro. Inoltre, si trova anche in aggregati grossolani o massicci. Il colore della spessartina di solito varia tra l'arancione e il giallo, ma può anche variare da marrone-rosso a rosso scuro a nero.

## Galleria d'immagini

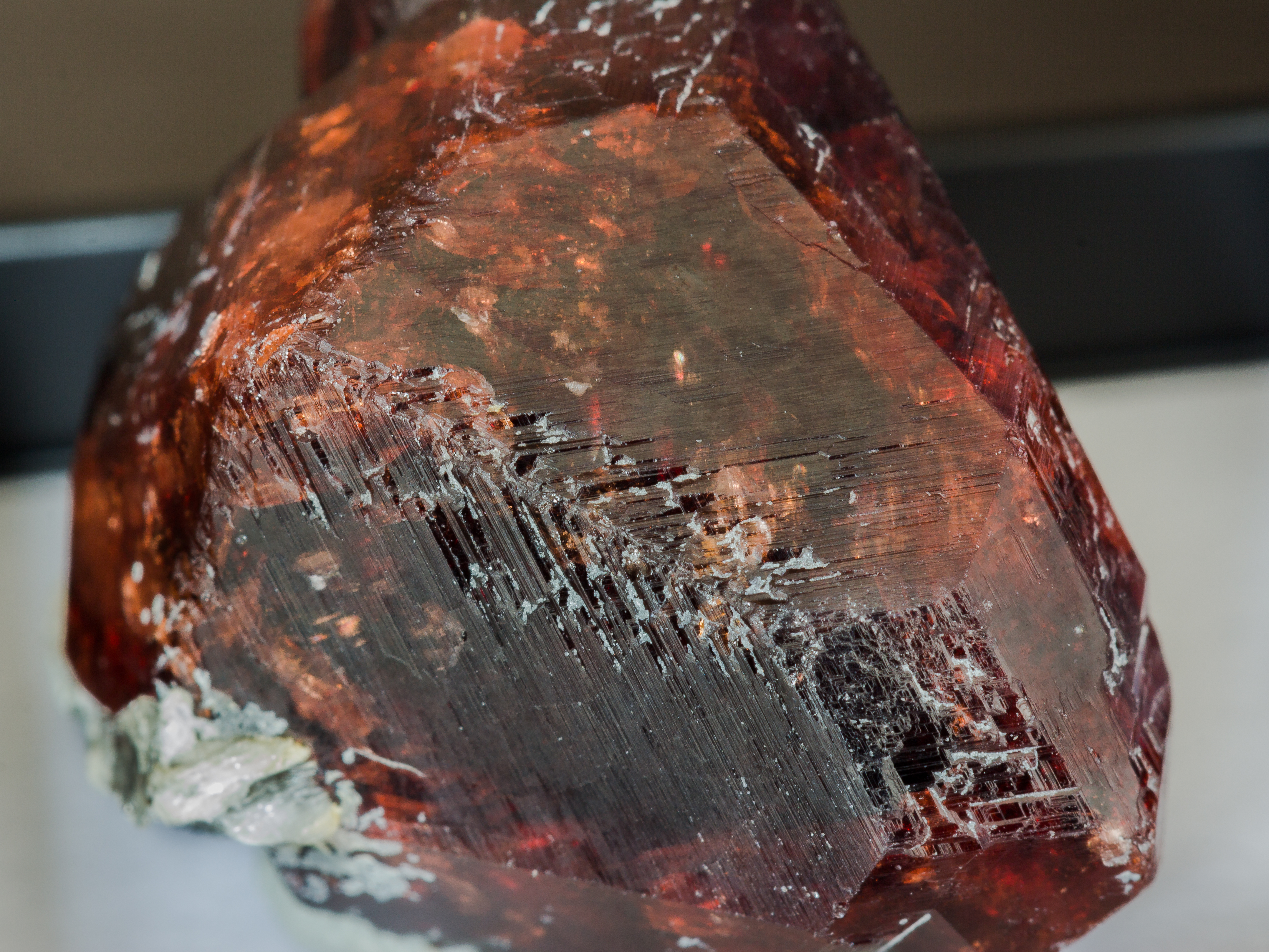
Spessartina dal Pakistan
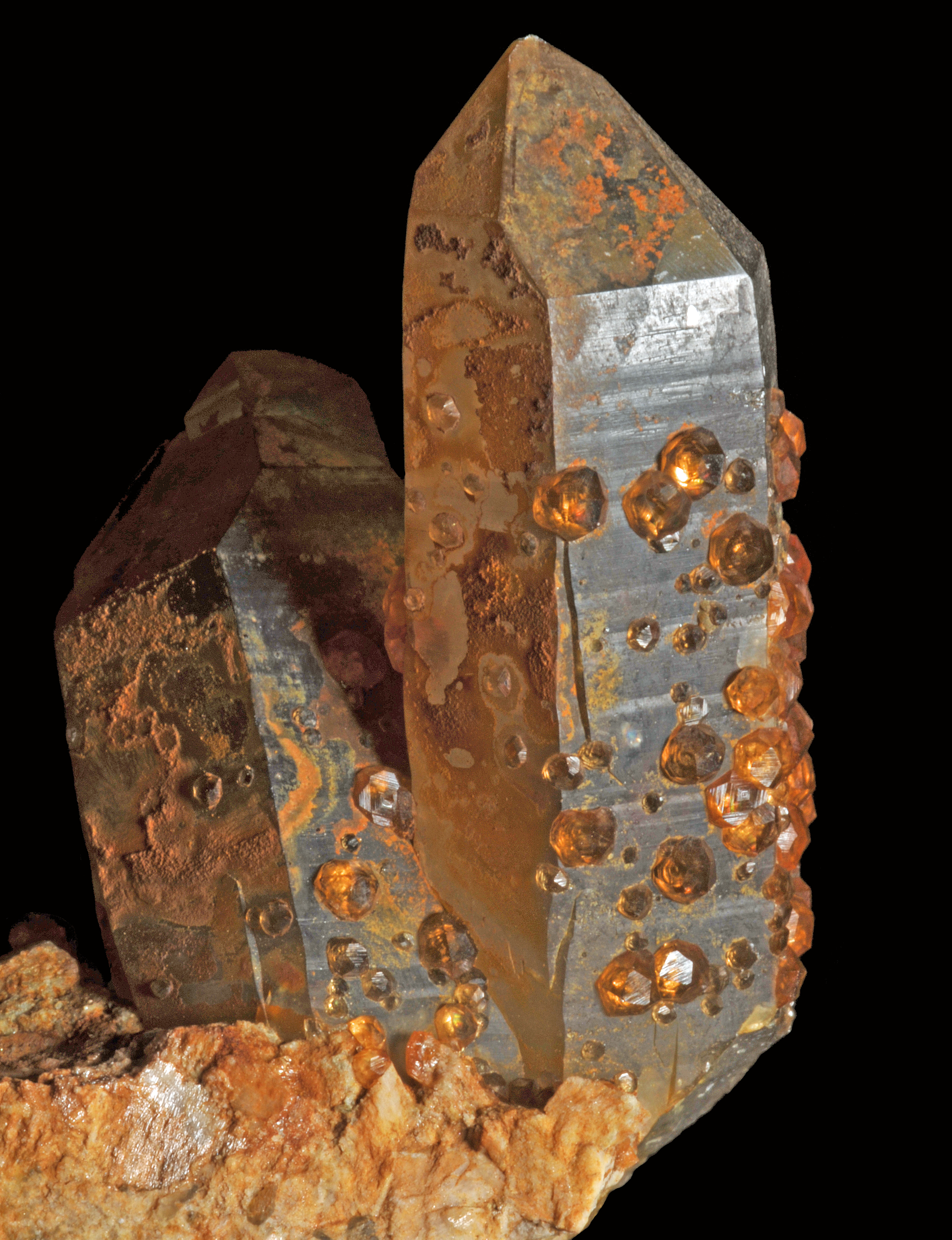
Spessartina su quarzo affumicato, Cina
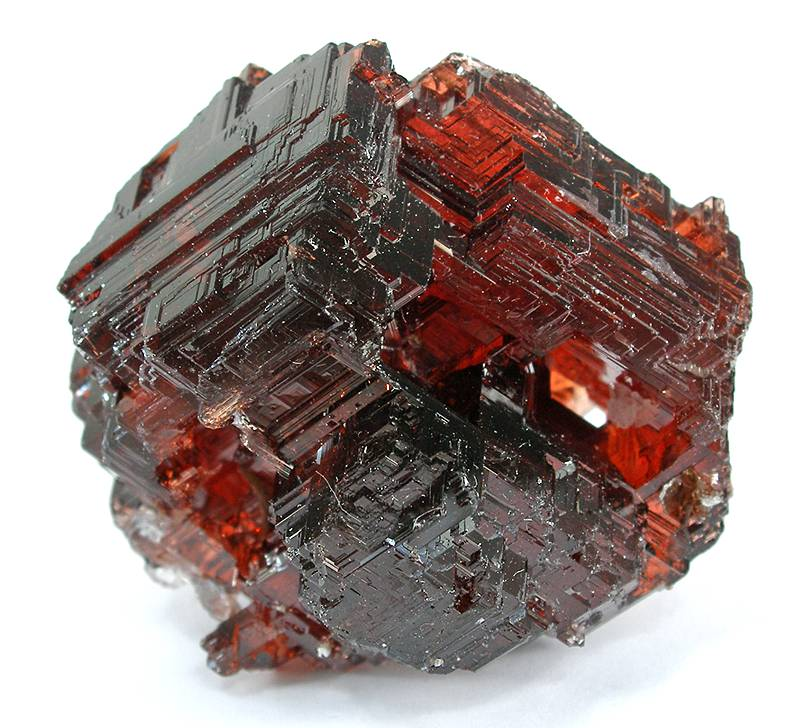
Spessartina rosso arancio.
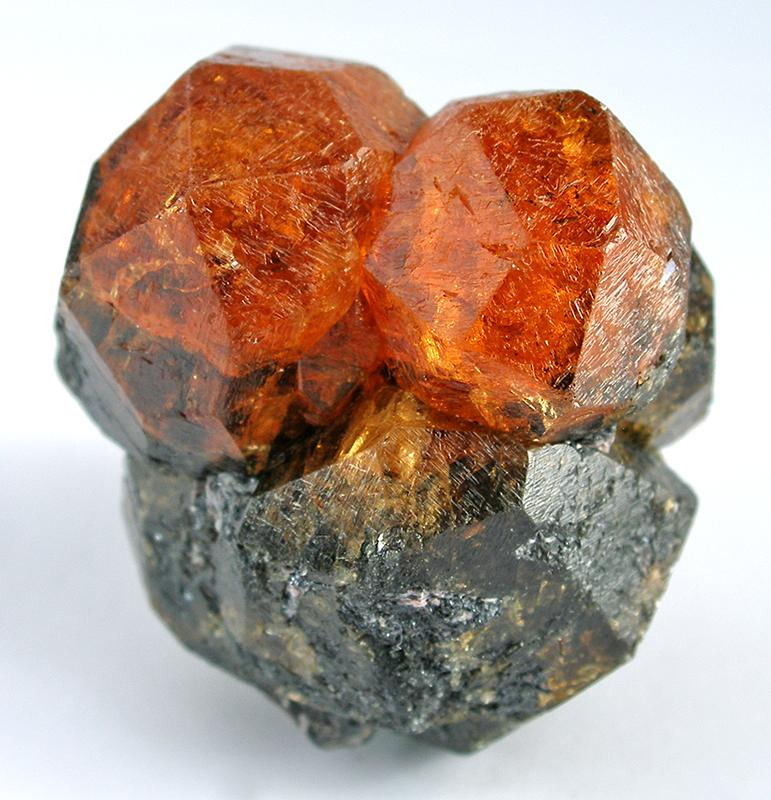
"Occhi di rana" da 1.8 cm su matrice
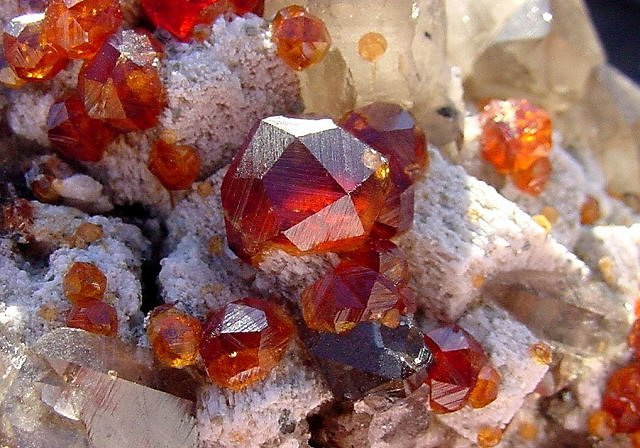
Cristalli di spessartina